# Laemophloeus lucanoides
Laemophloeus lucanoides là một loài bọ cánh cứng trong họ Laemophloeidae. Loài này được Smith miêu tả khoa học năm 1851.